# Liste der Bischöfe von Bergamo
Die folgenden Personen waren Bischöfe von Bergamo (Italien):
- Heiliger Narno (4. Jahrhundert)
- Heiliger Viator (um 343/344)
- Dominator (vor 379)
- Stefanus (um 379-397)
- Claudiano
- Simplicianus
- Bebianus
- Quintianus
- Prestantius (um 451)
- Lorenzo (um 501)
- Heiliger Johannes von Bergamo (um 670-680)
- Antoninus (700-722)
- Antonius (um 727-756)
- Aginus (um 764)
- Tachimpaldo (797–814)
- Grasemondo (828–830)
- Aganone (840–863)
- Garibaldo (867–888)
- Adalbert (894–929)
- Recone (938–953)
- Olderico (954–968)
- Ambrogio I. (971–975)
- Giselbert (975–982)
- Azone (987–996)
- Reginfredo (996–1012)
- Ambrogio II. (1023–1057)
- Attone (1058–1075)
- Arnolf (1077–1106)
- Ambrogio III. (1111–1133)
- Gregor (1133–1146)
- Gerardo (1146–1167)
- Guala (1168–1186)
- Lanfranco (1187–1211)
- Giovanni Tornielli (1211–1240)
- Enrico di Sesso (1240–1242)
- Alberto da Terzo (1242–1250)
- Algisio da Rosciate (1251–1259)
- Erbordo (1260–1272)
- Guiscardo de Suardi (1272–1281)
- Roberto de Bonghi (1281–1292)
- Giovanni da Sacanzo (1295–1309)
- Cipriano degli Alessandri (1310–1338)
- Nicolò Canali (1342)
- Bernardo Tricardo (1342–1349)
- Lanfranco de Saliverti (1349–1381)
- Branchino Besozzi (1381–1399)
- Francesco Lando (1401–1402)
- Francesco Aregazzi (1403–1437)
- Polidoro Foscari (1437–1448)
- Giovanni Barozio (1449–1464)
- Ludovico Donà (1464–1484)
- Lorenzo Gabriel (1484–1512)
- Niccolò Lippomani (1512–1517)
- Pietro Lippomani (1517–1544)
- Pietro Kardinal Bembo (1544–1547)
- Vittore Soranzo (1547–1558)
- Luigi Lippomani (1558–1559)
- Luigi Corner (1560–1561)
- Federico Corner (1561–1577)
- Gerolamo Regazzoni (1577–1592)
- Giambattista Milani (1592–1611)
- Giovanni Emo (1611–1622)
- Federico Kardinal Corner (1623–1627)
- Agostino Priuli (1627–1632)
- Luigi Grimani (1633–1656)
- Heiliger Gregorio Giovanni Gasparo Kardinal Barbarigo (1657–1664)
- Daniele Giustinian (1664–1697)
- Luigi Ruzzini (1698–1708)
- Pietro Kardinal Priuli OSB (1708–1728)
- Leandro Kardinal Porzia OSB (1728–1730)
- Antonio Redetti (1731–1773)
- Marco Molin (1773–1777)
- Gian Paolo Dolfin (1778–1819)
- Pietro Mola (1821–1829)
- Carlo Griti Morlacchi (1831–1852)
- Pietro Luigi Speranza (1854–1879)
- Gaetano Camillo Guindani (1879–1905)
- Giacomo Maria Radini Tedeschi (1905–1914)[1]
- Luigi Maria Marelli (1914–1936)
- Adriano Bernareggi (1936–1953)
- Giuseppe Piazzi (1953–1963)
- Clemente Gaddi (1963–1977)
- Giulio Oggioni (1977–1991)
- Roberto Amadei (1991–2009)
- Francesco Beschi (seit 2009)